# Mormonia phoebe
Mormonia phoebe là một loài bướm đêm trong họ Noctuidae.